# 月兒高 (彭修文)
民族管弦樂曲〈月兒高〉是彭修文根據《華氏琵琶譜》中的《月兒高》改編而成，將原來的十二段縮至九段。該曲在《南北派十三套大曲琵琶新譜》中稱為《霓裳曲》，另有兩首同名異曲的《月兒高》，見於《養正軒琵琶譜》及《瀛洲古調》，和這首曲並無關係。
〈月兒高〉描繪了月亮從東海升起，到沉沒于西山的過程，以及月光下大千世界的種種景色。音樂抒情典雅，激動雄渾兼而有之，充滿了中國音樂的古典美。
彭修文改編後仍以琵琶領奏，並加入了對位的樂段。配器上層次分明，其中有琵琶、洞簫等樂器的獨奏樂段，但主要的旋律仍以拉弦、彈撥為主，保留了淡雅、細膩的古曲風格。

## 結構
改編後的段落可分為：	
- 起：1.海島冰輪、2.江樓望月、3.海嶠躊躇
- 承：4.銀蟾吐彩、5.秋露滿天、6.素娥旖旎
- 轉：7.皓魄當空、8.銀河橫渡
- 合：9.玉宇千層

## 外部連結
- YouTube上的〈月兒高〉，彭修文指揮中國廣播民族樂團